# La morte di Catone (Assereto)
La morte di Catone è un dipinto olio su tela realizzato intorno al 1640 dal pittore genovese Gioacchino Assereto e conservato ai Musei di Strada Nuova a Genova.

## Descrizione e stile
Il dipinto fu acquistato dal Comune di Genova nel 1924 dall'antiquario Geri di Milano. Inizialmente depositato a Palazzo Tursi fu poi trasferito a Palazzo Bianco. Nel 1929 Giuseppe Delogu lo vide documentandone la provenienza dal palazzo Cambiaso in Strada Nuova (oggi via Garibaldi 1) come testimoniato anche da Federigo Alizeri. Venne attribuito ad Assereto da Carlo Giuseppe Ratti, che lo colloca all'interno di un altro palazzo di Via Garibaldi, quello di Benedetto Spinola (oggi via Garibaldi, 2). In un diverso ambiente dello stesso edificio erano conservati altri tre dipinti: la Cattura di Cristo, la Maga d’Endor e la Flagellazione tutte identificate come opere di Matthias Stomer. 
Due fotografie conservate all’Archivio Fotografico del Comune di Genova, scattate all’inizio del Novecento quando il dipinto si trovava in palazzo Cambiaso, mostrano la tela ampliata grazie a un'aggiunta sul lato destro. Restaurato nel 1953 da Pompeo Rubinacci venne in seguito rifoderato, rintelarlo e riportato alla misura originaria. Nel 2012 l'intervento eseguito dal Laboratorio di restauro di Franca Carboni ha restituito al dipinto la vivace cromia originale.

## Descrizione
Assereto raffigura il suicidio del tribuno romano Marco Porcio Catone che, allo scoppio della guerra civile tra Cesare e Pompeo, si schierò con Pompeo. Dopo l’uccisione di quest'ultimo Catone, fedele ai suoi ideali, decise di conficcarsi una spada nel ventre. Venne scoperto e medicato, ma nella notte si riaprì la ferita portando a compimento la sua intenzione. L’ambientazione notturna è illuminata solo da due fonti di luce artificiale: la candela in mano al servitore e la torcia del paggio in controluce a sinistra. La drammaticità dell'evento è sottolineata dalla gestualità delle mani: tratto distintivo del pittore genovese. Il tema della morte di Catone, tratto dalle Vite di Plutarco (36:70), riscosse particolare successo a Genova nella prima metà del Seicento, dove gli  ideali repubblicani impersonati dal generale romano si prestavano a una lettura anti-spagnola.
Acquistato nel 1924, ancora con l’attribuzione a Gherardo delle Notti, venne identificato da Orlando Grosso. La datazione, proposta da Gian Vittorio Castelnovi, corrisponde a un soggiorno romano del pittore che determinò credibilmente una maggior influenza dello stile di Ribeira, Honthorst o di Stomer, conosciuto per i suoi notturni. Successivamente la critica data l’opera ai primi anni quaranta del Seicento ed è concorde con i riferimenti ai caravaggeschi nordici presenti a Roma, evidenziando ancora i nomi di Matthias Stomer e Gerrit van Honthorst. 
Fra i vari riferimenti culturali dell'opera, vengono indicati i dipinti della collezione romana di Vincenzo Giustiniani che vennero evidentemente studiati da Assereto, come suggeriscono le similitudini fra la tela in questione e la Morte di Seneca  di Joachim von Sandrart (distrutta nel 1945) e il ‘notturno’ Cristo davanti a Caifa di Luca Cambiaso (oggi all’Accademia Ligustica di Genova). Tiziana Zennaro ipotizza che il committente dell'opera sia stato Alessandro Spinola, doge della Repubblica di Genova dal 1654 al 1656. L'opera, nella sua articolata composizione, è uno dei capolavori dell’età matura di Assereto, nel quale è evidente la forte influenza  del naturalismo lombardo, tanto da essere una delle opere più caravaggesche realizzate nell’ambito genovese.